# Élections sénatoriales de 1946 en Guadeloupe
Les élections sénatoriales en Guadeloupe ont eu lieu le dimanche 15 décembre 1946. 
Elles ont eu pour but d'élire les deux sénateurs représentant le nouveau département dans la nouvelle chambre haute dénommée Conseil de la République, pour un mandat de deux années.

## Contexte départemental
Les grands électeurs qui votent pour ces élections reflètent les résultats des élections cantonales de 1945. 
Elles sont donc liées à la percée électorale des partis de gauche, PCF et SFIO.

## Présentation des candidats et des suppléants
Les nouveaux représentants sont élus pour un mandat exceptionnel de 2 ans au suffrage universel indirect par les 33 conseillers généraux, élus au Conseil général. 
| Candidats | Candidats          | Parti | Principale fonction                                                                                     |
| --------- | ------------------ | ----- | --- |
|           | Eugénie Éboué-Tell | SFIO  | Ancienne députée (1945-1946). Conseillère municipale de Grand-Bourg. Institutrice.                      |
|           | Clovis Renaison    | SFIO  | Secrétaire de la section de la Ligue des droits de l'homme. Inspecteur des contributions, Syndicaliste. |

| Candidats | Candidats        | Parti | Principale fonction |
| --------- | ---------------- | ----- | ------------------- |
|           | Gaston Michineau | RGR   |                     |
|           | Rodolphe Laban   | RGR   |                     |

| Candidats | Candidats      | Parti | Principale fonction |
| --------- | -------------- | ----- | ------------------- |
|           | Frantz Rallion | URR   |                     |

| Candidats | Candidats     | Parti   | Principale fonction                           |
| --------- | ------------- | ------- | --------------------------------------------- |
|           | Henri Rinaldo | Soc ind | Conseiller général de Pointe-à-Pitre. Avocat. |

## Résultats
|          | Eugénie Éboué-Tell | SFIO     | 20 | 66,67  |  |  |
|          | Clovis Renaison    | SFIO     | 17 | 56,67  |  |  |
|          | Frantz Rallion     | URR      | 9  | 30,00  |  |  |
|          | Gaston Michineau   | RGR      | 9  | 30,00  |  |  |
|          | Rodolphe Laban     | RGR      | 4  | 13,33  |  |  |
|          | Henri Rinaldo      | Soc ind  | 2  | 6,67   |  |  |
|          |                    |          |    |        |  |  |
| Inscrits | Inscrits           | Inscrits | 33 | 100,00 |  |  |
| Votants  | Votants            | Votants  | 30 | 90,91  |  |  |
| Exprimés | Exprimés           | Exprimés | 30 | 100,00 |  |  |